# مقبرة بلدية ماياجويز
مقبرة بلدية ماياجويز المعروفة أيضًا باسم المقبرة القديمة ، هي مقبرة تم بناؤها عام 1876 في ماياجويز، بورتوريكو. صممت من قبل المهندس المعماري البلدي فيليكس فيدال دورز وفقًا للخطة الرئيسية للمدينة من عام 1804.
تم تحديد أطراف المقبرة بجدران ومنافذ من الآجر، والمنطقة مقسمة إلى شارعين يتقاطعان. بعد قانون عام 1872 وفرت المقبرة مناطق منفصلة مخصصة لغير الكاثوليك والفقراء، وتقع في الشرق.
وإدرجت في السجل الوطني للأماكن التاريخية في عام 1988. القائمة تشمل مبنيين مساهمين، وموقع مساهم، وخمسة مبانٍ أخرى مساهمة. هي واحدة من أكثر المقابر أناقةً وتصميمًا بعناية في الجزيرة.